# 程道惠
程道惠（361年—429年），字文和，江州武昌（今湖北省鄂州市）人，东晋、刘宋政治人物。
程道惠世奉五升米道，不信有佛。太元十五年（390年），程道惠病重将死，心下尚暖，家人没有殡殓，数日复苏。景平初年，徐羡之专权，颇豫政事。徐羡之兄子徐佩之与王韶之、程道惠、中书舍人邢安泰、潘盛相结为党。徐羡之废黜少帝刘义符。侍中程道惠劝立第五皇弟刘义恭，徐羡之不许，于是迎立刘义隆为宋文帝。元嘉二年（425年），徐羡之逊位退还私第，徐佩之、程道惠、吴兴郡太守王韶之等都认为不合适，敦请劝说很苦，于是奉诏摄任。元嘉五年（428年）六月，以江夏内史程道惠为广州刺史。元嘉六年（429年）程道惠卒，时年六十九岁。永明六年（488年），齐武帝想要升都官尚书胡谐之的官，对他说：“江州有几个侍中？”胡谐之回答：“近世只有程道惠一人。”上曰：“应该有两个。”后告诉尚书令王俭，王俭自作主张改动，以胡谐之爲太子中庶子，领左卫率。
南朝梁王琰写志怪小说《程道惠》。原载《冥祥记》。《法苑珠林》卷五十五引载。鲁迅《古小说钩沉》辑录。李格非、吴志达《文言小说》选录。写他在太元年间将死时，在阴阳之界的遭遇，为宣传佛教的信仰。